# Chachapoya
Chachapoya (kečua ‘Oblačni narod; Narod oblaka’). Indijanski narod nastanjen u Peruu u planinama uz rijeku Marañon. Ime Chachapoyas (oblačni narod) dali su im Inke jer su živjeli na nepristupačnim planinskim predjelima. Iza njih ostale su ruševine od utvrđenih kamenih gradova čije su kružne kuće poznate kao sunderhuasi. Dublje u džungli znanstvenici još uvijek otkrivaju nalazišta ovog naroda.
Negdje 800. Chachapoyasi kultivairaju svoja polja po obroncima planina, žive u dobro utvđenim gradovima na planinskim vrhuncima zaštičeni džunglom. Monumentalne građevine i ekstenzivna poljoprivreda ukazuju da su bili napredan narod.
1400-ih. započinje ekspanzija Inca koja progoni omrznute Chanca Indijance a put ih vodi u zemlju Chachapoyasa. Opsada Inka dugo je trajala i tek je Inca Tupac Yupanqi oko 1475. porazio Oblačni narod.
Uskoro međutim i Inke i Chachapoyasi dobivaju novog neprijatelja. Prvi koji ih je ugledao bio je Hernando de Soto, on putuje ovom zemljom 1532.
Španjolci pomažu Chachapoyasima u njihovoj borbi protiv Inka sve dok obje civilizacije nisu propale. Europski najpoznatiji uvoz u Ameriku, boginje, kao i uvijek bile su i ovdje smrtonosni saveznik Španjolaca. 
Chachapoyasi su u kronikama opisani kao visok svjetloputi narod, suprotnost tamnoputim i niskim Quechuama. Njihovo rasno porijeklo još je enigma. Od 1600. iza Chachapoyasa ostale su samo ruševine gradove sakrivenih u oblacima visokih planina i džungli. 
Jezik chachapoya klasificira se u porodicu Quechuan.

## Poveznice
- Kuelap

## Vanjske poveznice
- CHACHAPOYAS et la Forteresse de KUELAP